# منتخب لبنان لاتحاد الرغبي
منتخب لبنان الوطني لاتحاد الرغبي هو منتخب لبنان الوطني لاتحاد الرجبي، لعب لبنان مباراته التجريبية الأولى ضد منتخب الأردن في 14 مايو 2010 في دبي.
في 19 يونيو 2014، هزم فينيكس باكستان في الدور نصف النهائي من بطولة اتحاد الرجبي الآسيوي لكرة القدم، بطولة غرب آسيا للأمة الخامسة في لاهور باكستان، 17 - 3 لحجز مكان في المباراة النهائية في 22 يونيو 2014، ضد أوزبكستان في لاهور. فاز لبنان على أوزبكستان 20 - 19 ليفوز بالبطولة.
في 14 أبريل 2015 استضاف لبنان بطولة آسيا للرجبي الدرجة الثالثة 2015 في جونيه، حيث هزم الأردن في الجولة الأولى 71 - 3 وفاز على إيران 27 - 8 وحصلوا على لقبهم الآسيوي الثالث على التوالي.
في أبريل 2016 شارك لبنان في بطولة آسيا للرجبي الدرجة الثالثة 2016 في العاصمة القطرية الدوحة، وفي 19 أبريل 2016 فاز لبنان على إيران 34-12 واستمر في مواجهة قطر في النهائي، وكانت النتيجة 25-19 لصالح منتخب قطر.
في مارس 2017 شارك لبنان في بطولة آسيا للرجبي 2018 التي استضافتها أوزبكستان، حيث فاز لبنان على إيران 25 إلى 24 في الدور نصف النهائي وتعادل مع مضيفه أوزباكستان 24 في نهائي البطولة.
في 24 أبريل استضاف لبنان بطولة آسيا للرجبي الدرجة الثالثة 2018 في جونيه، وهزم منتخب الأردن في الجولة الأولى 62 - 3، وتوج المنتخب اللبناني بطلاً لغرب اسيا (فئة-15 لاعباً) بعد فوزه على نظيره الإيراني بنتيجة 29-17 بالمباراة النهائية، ليحسم منافسات البطولة التي استضافها على أرض ملعب فؤاد شهاب في جونية بمشاركة منتخبات إيران، والأردن، وقطر ولبنان.

## الفريق الحالي
| اللاعب                  | المركز     | النادي                        |
| ----------------------- | ---------- | ----------------------------- |
| Karim Jammal            | Scrum-half | سان دييغو                     |
| Georges Cassab          | Scrum-half | Jamhour Lions RFC             |
| Omar Hamaoui            | Scrum-half | Beirut Phoenicians RUFC       |
| Ben Abood               | Fly-half   | South Sydney Rams             |
| Lawrence Abood          | Fly-half   | Saint Patricks                |
| Jad Hashem              | Fly-half   | Beaver Nomads Rugby Team      |
| Raymond Asfour          | Centre     | Catford RUFC                  |
| Steve Pere              | Wing       | Jounieh Dragons RFC           |
| Robin Hachache          | Centre     | Jamhour Lions RFC             |
| Anthony Manassa         | Wing       | Eastwood                      |
| فادي سعد ‏               | Wing       | Sydney University Rugby Club. |
| Martin Wahbe            | Fullback   | Eastwood                      |
| Thomas Alexander Saliba | Fullback   | Finchley RFC                  |

| اللاعب                   | المركز        | النادي                           |
| ------------------------ | ------------- | -------------------------------- |
| Tariq Khaldi             | Prop          | Barnes RFC                       |
| Rony Bachour             | Prop          | Staines RFC                      |
| Salem Dessouki           | Prop          | Calgary Canadian Irish Athletic  |
| Feda Dessouki            | Hooker        | Calgary Canadian Irish Athletic  |
| Fadi Barakat Diab        | Prop          | Kuwait Scorpions                 |
| Joshua Taweel            | Hooker        | West Harbour Rugby Club          |
| Mohammed Turk            | Hooker        | RC Compiègnois                   |
| Raymond Finan            | Lock          | Beirut Phoenicians RFC           |
| Mounir Finan             | Lock          | Beirut Phoenicians RFC           |
| Joe Bakhache             | Hooker        | French Froggies RFC              |
| Cyril Irani              | Prop          | Jamhour Blacklions RFC           |
| Firas El Chami           | Lock          | TSV Handschuhsheim               |
| Bilal Elbatoury          | Prop          | Sydney University Football Club  |
| Kamil Abdallah           | حامي الأجناب ‏ | Balmain Rugby Football Club      |
| Jason Khoury             | حامي الأجناب ‏ | West Harbour Rugby Football Club |
| Ibrahim Ballout          | حامي الأجناب ‏ | Beirut Phoenicians RFC           |
| François Zgheib Fournier | حامي الأجناب ‏ | سان دييغو                        |
| Camil Abou Farhat        | حامي الأجناب ‏ | Jamhour Blacklions RFC           |
| Rudy Hachache            | Number 8      | Beirut Phoenicians RFC           |
| Frederick Makhlouf       | حامي الأجناب ‏ | Jebel Ali Dragons                |
| Kahil Bejjani            | حامي الأجناب ‏ | Beirut Phoenicians RFC           |
| Joseph Touma             | Number eight  | Barking Rugby Football Club      |

 قائمة كاملة لجميع اللاعبين اللبنانيين: http://www.lruf.org/player-profiles/

## سجل
| ضد        | لعب | فاز | انسحب | خسر | نسبة الفوز |
| --------- | --- | --- | ----- | --- | ---------- |
| الأردن    | 2   | 2   | 0     | 0   | 100٪       |
| إيران     | 2   | 2   | 0     | 0   | 100٪       |
| أوزبكستان | 2   | 2   | 0     | 0   | 100٪       |
| باكستان   | 2   | 2   | 0     | 0   | 100٪       |
| قطر       | 2   | 0   | 0     | 2   | 0٪         |
| مجموع     | 10  | 8   | 0     | 2   | 80.00٪     |

## روابط خارجية
- لبنان على rugbydata.com
- http://www.lruf.org
- https://web.archive.org/web/20140909171325/http://www.globalrfu.com/2014/06/19/lebanese-phoenix-team-named-for-battle-in-lahore/